# بيتسرون
بيتسرون عبرية: ביצרון هو موشاف في جنوب إسرائيل يتبع لمجلس بير توفيا الإقليمي. بلغ عدد سكانه 1,206 نسمة في عام 2014. يعتمد اقتصاد بيتسرون على الزراعة وصناعة الألبان. ولدى المستعمرة العديد من بساتين الحمضيات.

## أعلام
- ناعومي بلومنتال

## روابط خارجية
‌